# Phil Mogg
 (juillet 2010).
Si vous disposez d'ouvrages ou d'articles de référence ou si vous connaissez des sites web de qualité traitant du thème abordé ici, merci de compléter l'article en donnant les références utiles à sa vérifiabilité et en les liant à la section « Notes et références ».
Pour les articles homonymes, voir Mogg.
Phillip John 'Phil' Mogg (né le 15 avril 1948 à Wood Green, Londres, Grande-Bretagne) est le chanteur du groupe musical UFO, qu'il a formé avec Pete Way et Andy Parker. 

## Biographie
.

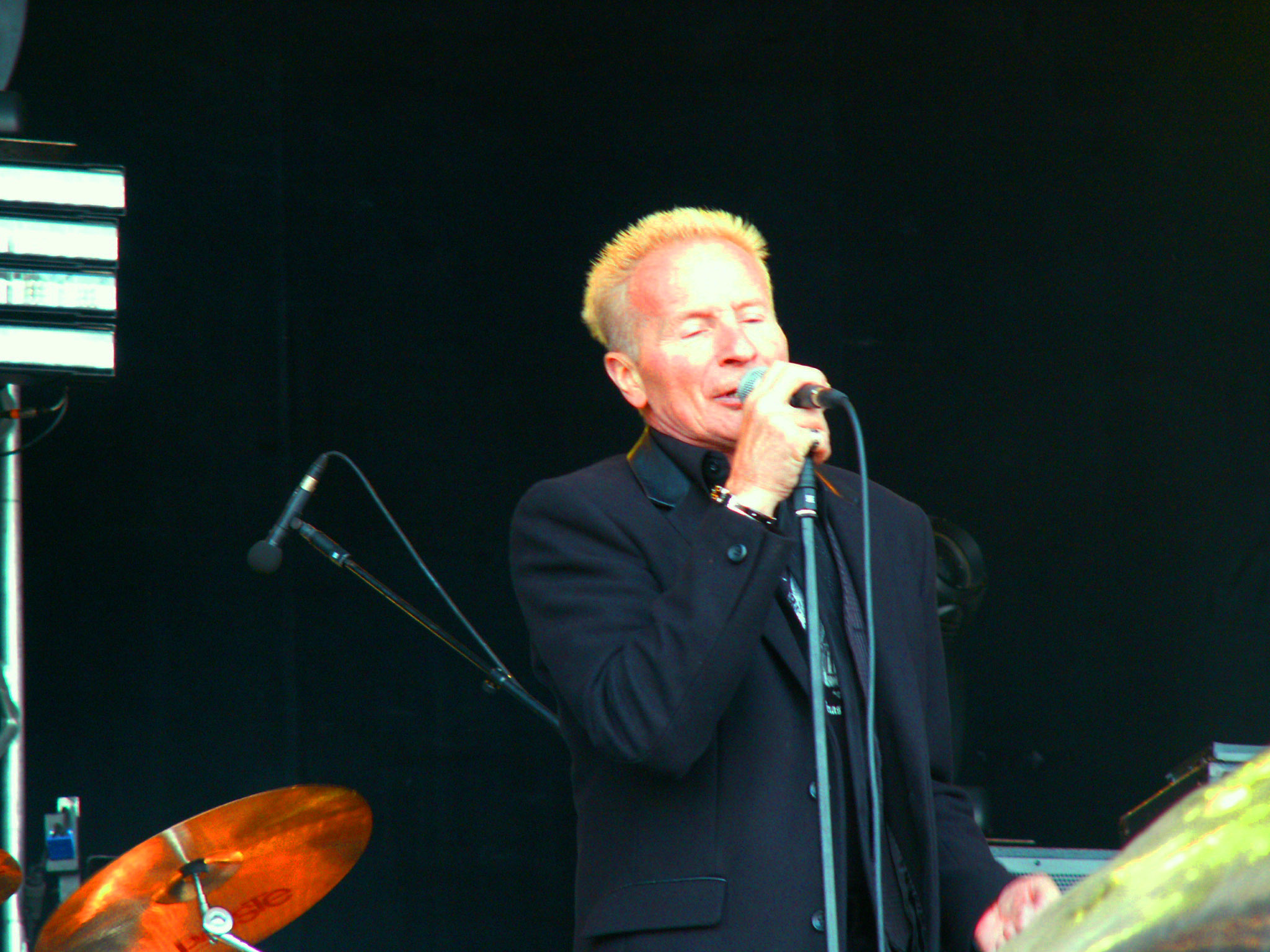
Phil Mogg au Hellfest 2011

UFO a tourné avec des groupes comme Scorpions. Quand Mogg et UFO cherchèrent un guitariste, ils engagèrent Michael Schenker, alors âgé de seulement 19 ans. Mogg écrit la majorité des compositions du groupe, mais la musique est surtout de Way, Schenker, puis Raymond. Michael Schenker quitta le groupe en 1979.
En 1997, Mogg et Way firent un album à eux deux Mogg/Way. Hors de UFO, Mogg forma le projet $ign of 4. Fin 2003, ayant récupéré les droits sur UFO de Schenker, Mogg reforma le groupe avec Pete Way et Paul Raymond. 
Mogg est l'unique membre de UFO présent sur tous les enregistrements du groupe.
Phil Mogg est l'oncle de Nigel Mogg, ancien bassiste de The Quireboys.

## Discographie

### UFO

#### Studio
- UFO 1 (1970)
- Flying (1971)
- Live (1972)
- Phenomenon (1974)
- Force It (1975) )
- No Heavy Petting (1976)
- Lights Out (1977)
- Obsession (1978)
- No Place to Run (1980)
- The Wild, the Willing and the Innocent (1981)
- Mechanix (1982)
- Making Contact (1983)
- Misdemeanor (1985)
- Ain't Misbehavin' (EP) (1988)
- High Stakes and Dangerous Men (1992)
- Walk On Water (1995)
- Covenant (2000)
- Sharks (2002)
- You Are Here (2004)
- The Monkey Puzzle (2006)
- The Visitor (2009)

#### Live
- Live In Concert (1974)
- Strangers In The Night (1979) Chart Position 42 (US), 8 (UK)
- Lights Out In Tokyo (1992)
- Live In Japan (1992)
- T.N.T. (1993)
- Heaven's Gate (1995)
- Showtime (2005)

#### Autres
- On With The Action (1998)
- Live In Texas (2000)
- Regenerator - Live 1982 (2001)
- Space Metal (1976)
- Anthology (1986)
- The Essential UFO (1992)
- Best Of UFO: Gold Collection (1996)
- X-Factor: Out There & Back (1997)
- Flying : The Early Years 1970-1973 (2004)
- An Introduction To UFO CD (2006)
- The Best Of The Rest  (1988)

### MOGG/WAY
- Edge of the World  (1997)
- Chocolate Box  (1999)

### $ign of 4
- Dancing With St. Peter  (2002)

### Moggs Motel
- Moggs Motel (2024)